# رونالدو سوزا
رونالدو سوزا (انگلیسی: Ronaldo Souza؛ زادهٔ ۷ دسامبر ۱۹۷۹) ورزشکار هنرهای رزمی ترکیبی و جودوکار اهل برزیل است. وی بین سال‌های ۲۰۰۳ تا ۲۰۲۱ میلادی فعالیت می‌کرد.